# Сваненбург, Исаак Клас ван
Исаак Клас ван Сваненбург, Изак Николас Сваненбюрх (нидерл. Isaac Claesz van Swanenburg, Isaak Nicolas Swanenburg; 19 августа 1537, Лейден — 10 марта 1614, Лейден) — голландский художник: живописец, рисовальщик, мастер витража эпохи Северного Возрождения. Член большой художественной семьи. Работал в Лейдене и Гауде (южная Голландия). Он был членом городского совета с 1576 года и пять раз становился мэром Лейдена.

## Семья художников Сваненбург
Исаак Клас был одним из первых известных представителей семьи потомственных живописцев и рисовальщиков из Лейдена (южная Голландия). Семья была арминианской по вере, после 1618 года примкнула к ремонстрантам (течение нидерландского протестантизма). Сын и ученик Исаака Класа — Якоб Исаакс ван Сваненбург (1571—1638) также был живописцем, у него учился великий Рембрандт. Второй сын Исаака — Виллем (ок. 1581—1612) — гравёр, третий — Клас Исаакс ван Сваненбург (ок. 1607— после 1650), живописец. В голландском городе Утрехте работали живописцы другой семьи (или другой ветви семьи), также по фамилии Сваненбург (Сваненбюрх), наиболее известный из них — Виллем ван Сваненбург (1667—1674).

## Жизнь и творчество Исаака Класа ван Сваненбурга
Историограф XVII века Карел ван Мандер в «Книге о художниках» (1604) упоминает имя Исаака Класа только в длинном списке учеников романиста Франса Флориса. По данным Нидерландского института истории искусств, Сваненбург в юности учился у Флориса в Антверпене в течение шести — восьми лет, а после обучения в 1565 году поселился в Лейдене.
Он ненадолго бежал в Гамбург во время осады Лейдена испанскими войсками, но вернулся к 1574 году. Он держал в Лейдене большую мастерскую по производству картин и росписи витражей. Его учениками были Ян ван Гойен, Конрат ван Шильперорт, Отто ван Веен и трое его сыновей. Он был похоронен в церкви Питерскерк в Лейдене.
Помимо картин маслом Сваненбург создавал картоны для витражей церкви Янскерк в Гауде. Сохранились картины Сваненбурга, изображающие знатных лейденских бюргеров, а также серия монументальных исторических аллегорий на тему торговли шерстью, важного источника дохода города.

## Галерея

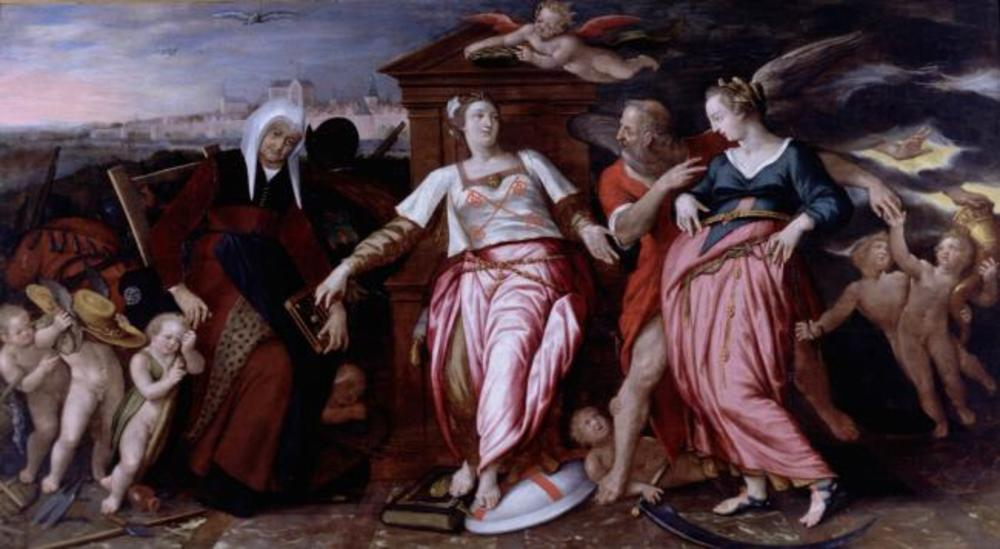
Дева Лейдена между старой и новой торговлей. Между 1596 и 1601. Дерево, масло. Музей Лакенхаль, Лейден
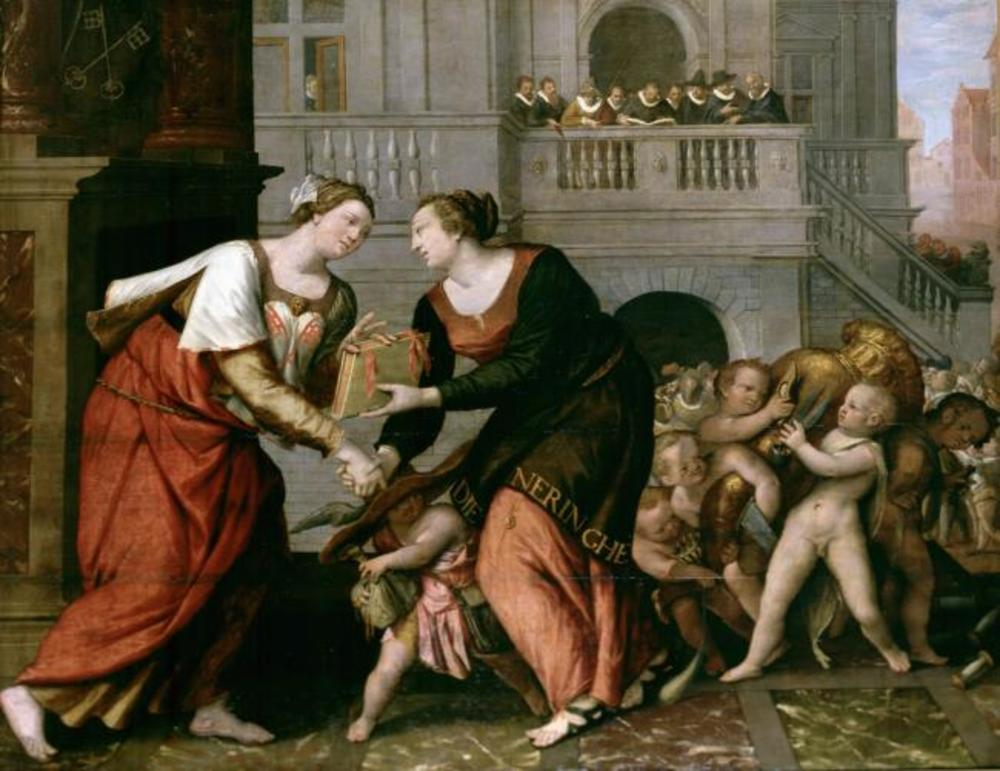
Дева Лейдена даёт разрешение на торговлю. Между 1596 и 1601. Дерево, масло. Музей Лакенхаль, Лейден
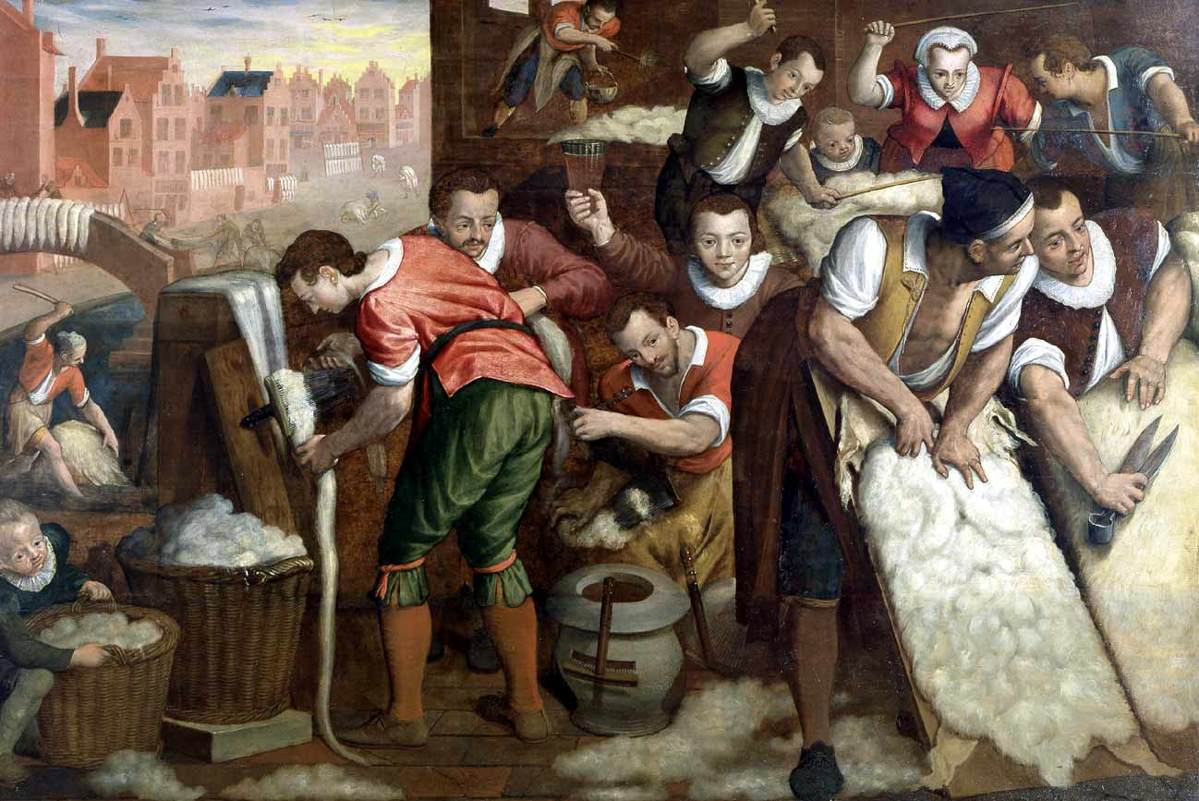
Удаление шерсти со шкур и расчёсывание. 1595. Дерево, масло. Музей Лакенхаль, Лейден
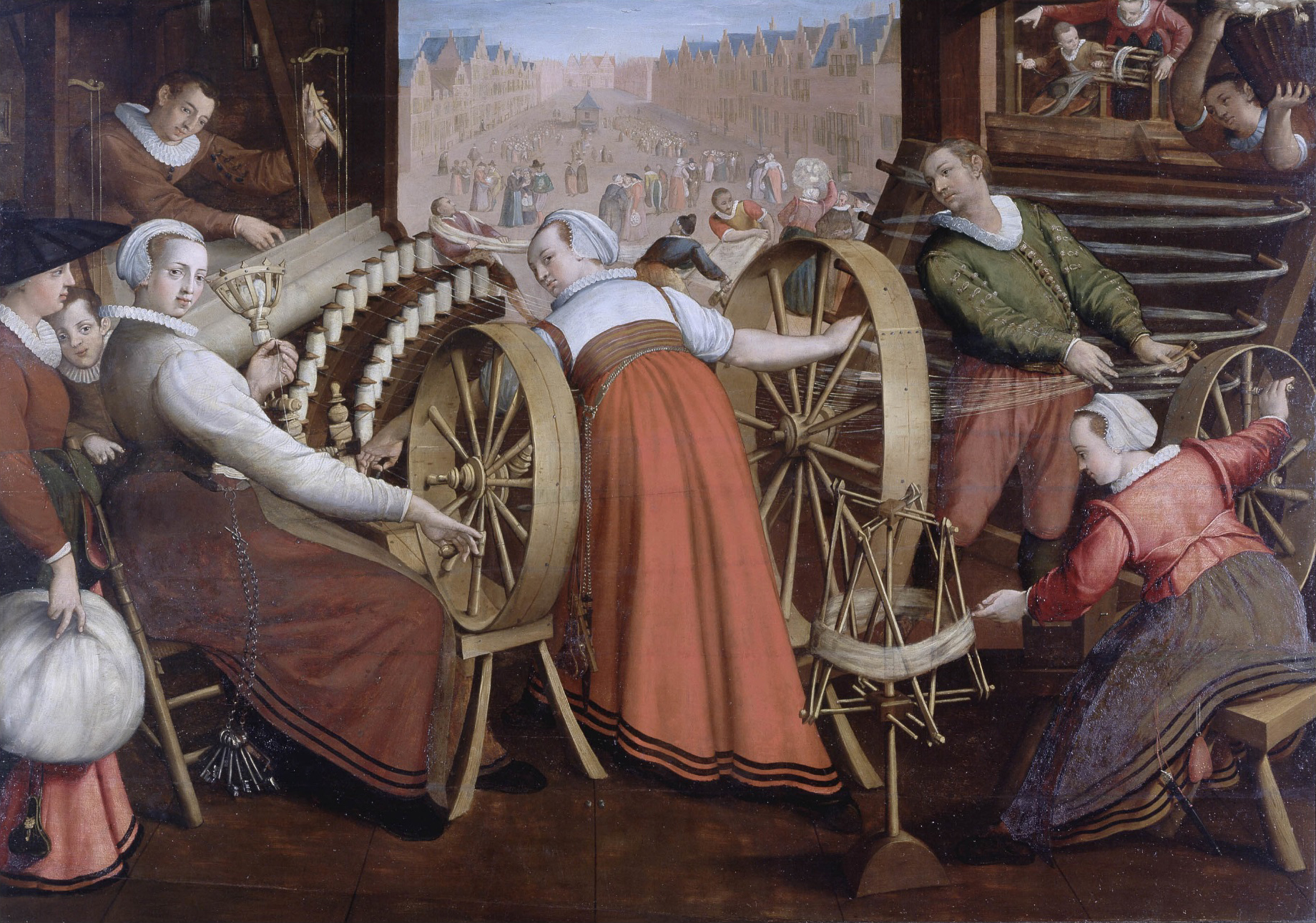
Прядение, стрижка основы и плетение шерсти. Между 1594 и 1596. Дерево, масло. Музей Лакенхаль, Лейден
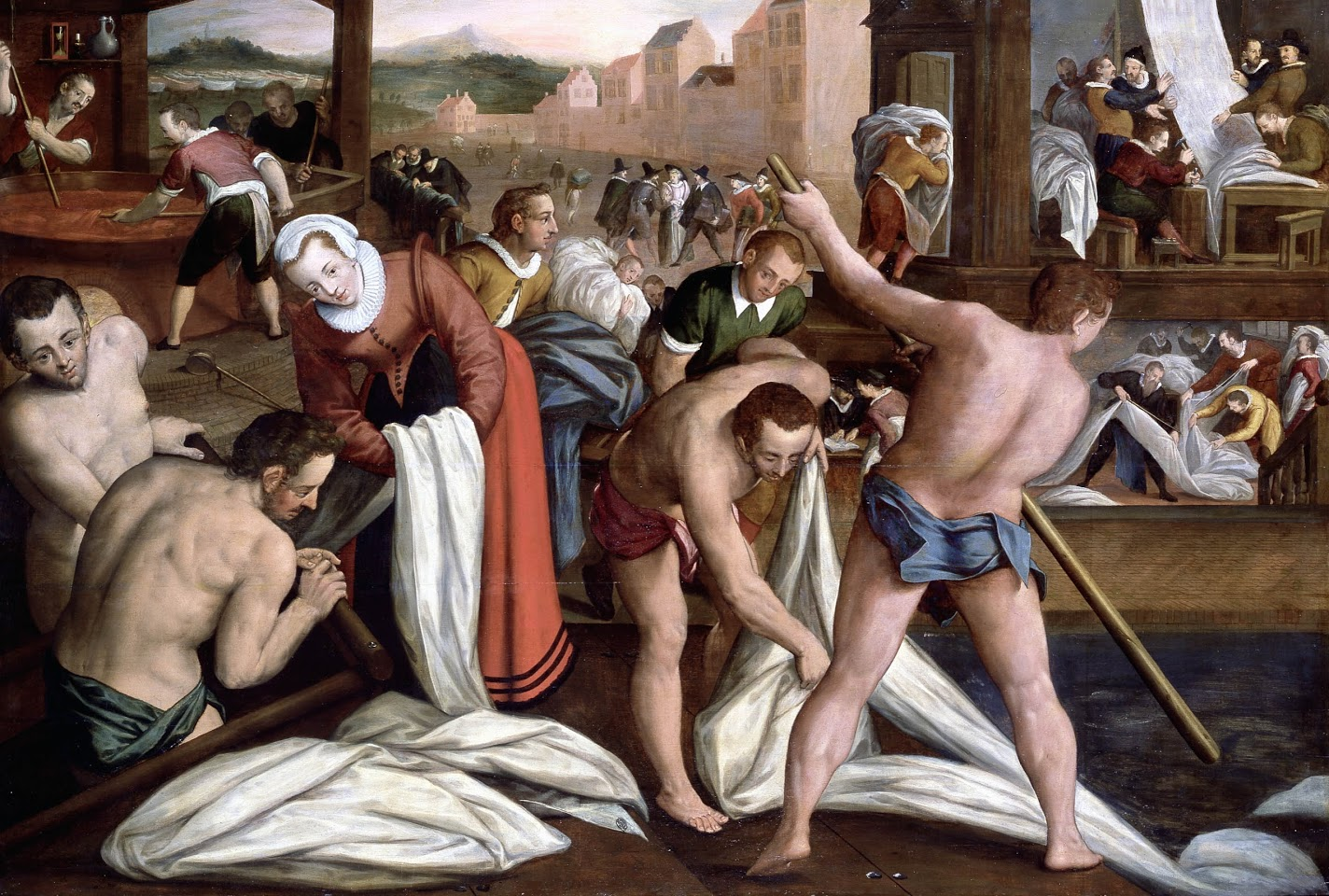
Валяние и крашение. Между 1594 и 1596. Дерево, масло. Музей Лакенхаль, Лейден
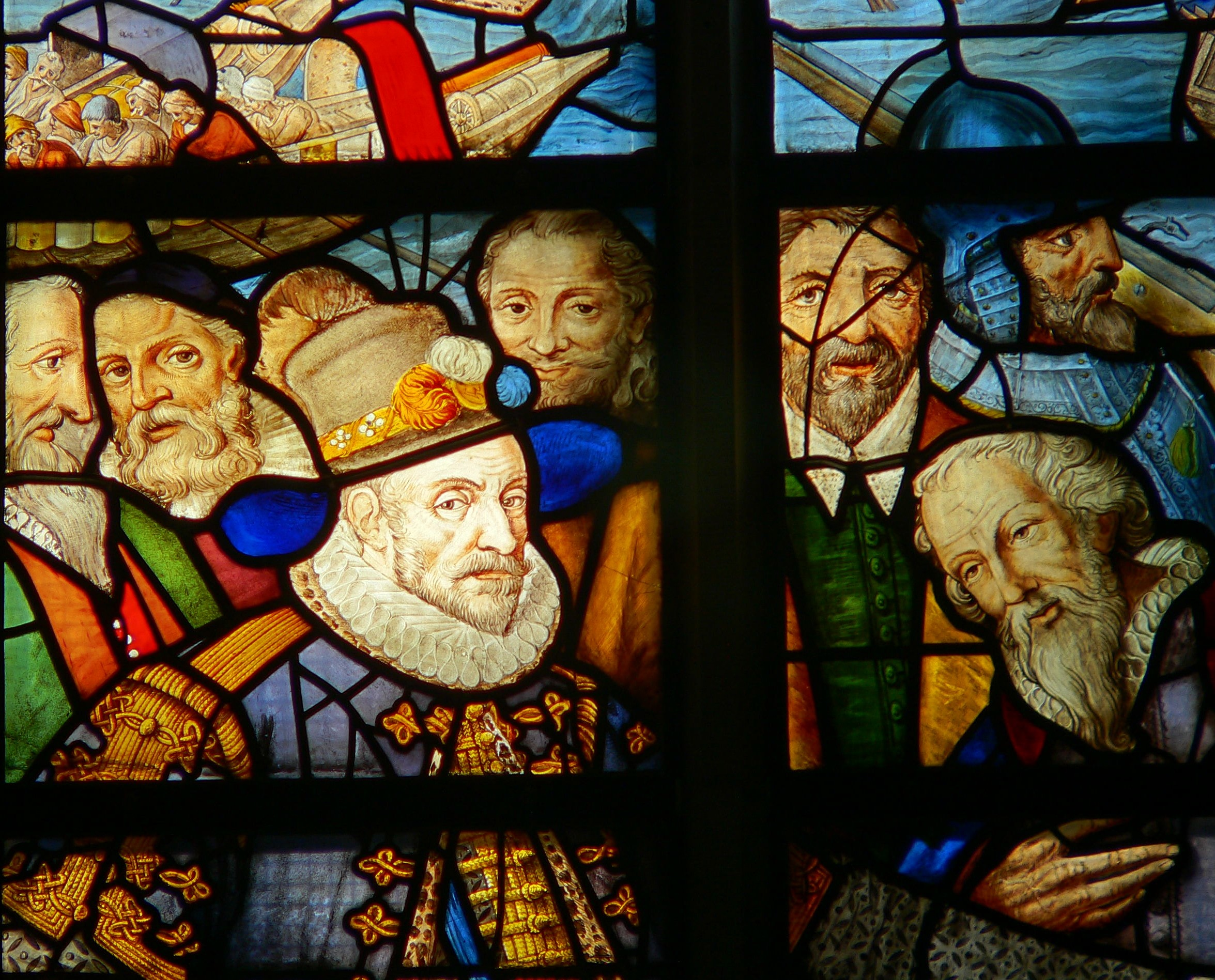
Вильгельм I, принц Оранский. Деталь витража. Синт-Янс Керк, Гауда